# 1977年の航空
< 1977年
1976年の航空 - 1977年の航空 - 1978年の航空

## 航空に関する出来事
- 1月17日 - ビーチクラフトが、10,000機目のボナンザを生産した。
- 1月22日 - ケニアの航空会社、ケニア航空が設立された。
- 3月27日 - スペイン領カナリア諸島のテネリフェ島にあるロス・ロデオス空港の滑走路上で、2機のボーイング747型機同士が衝突し、乗客乗員合わせて583人が死亡した（テネリフェ空港ジャンボ機衝突事故）。航空事故としては史上最悪の死者を出したものである。
- 4月29日 - イギリス国内の航空機メーカー、ホーカー・シドレーやブリティッシュ・エアクラフト・コーポレーションなどが統合され、ブリティッシュ・エアロスペースが設立された。

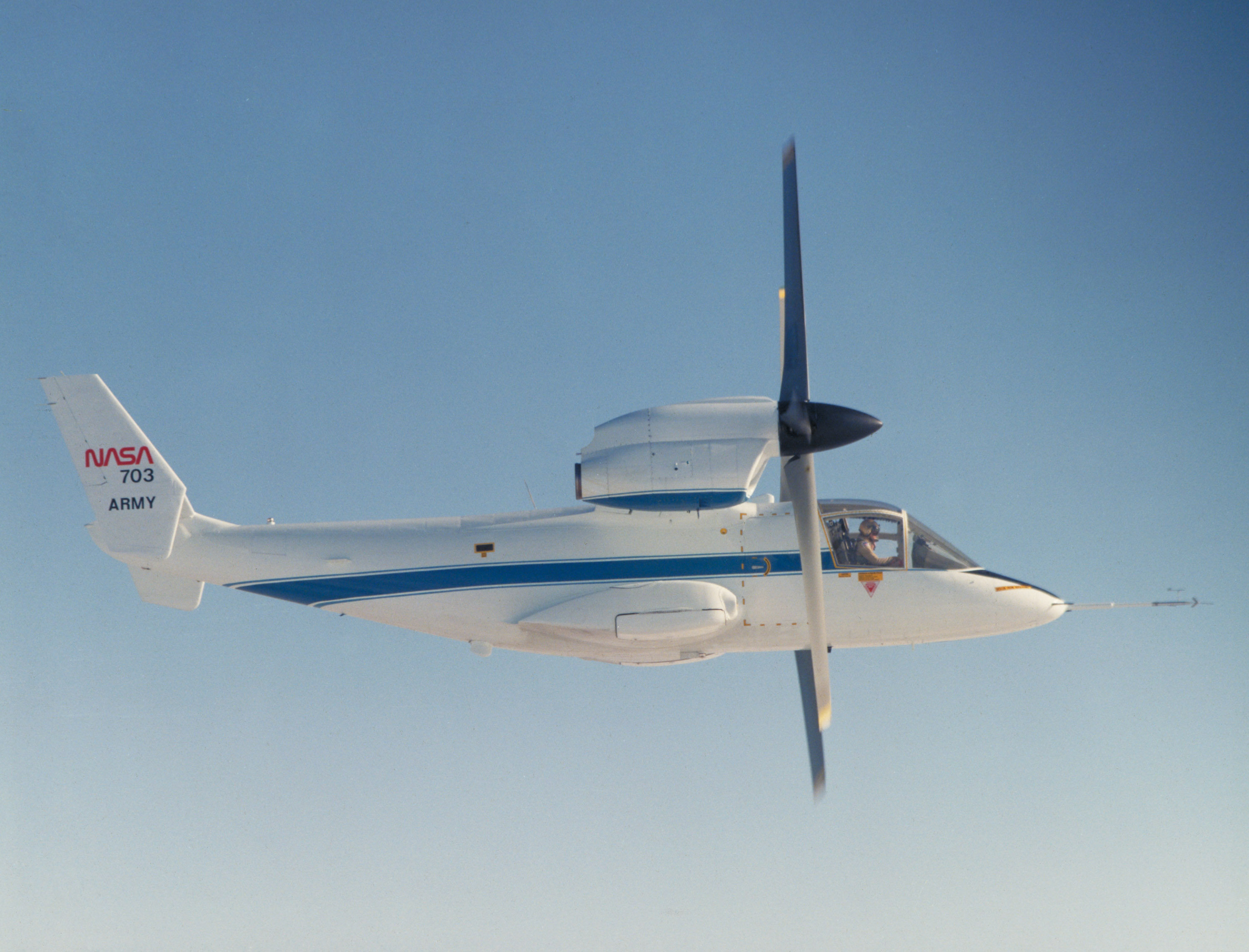
ベル XV-15

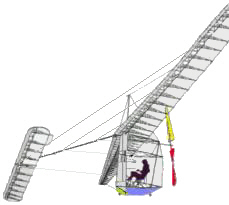
ゴッサマー・コンドル

- 5月3日 - アメリカのティルトローター実験機、ベル XV-15が初飛行した。
- 5月20日 - ソビエトの戦闘機、Su-27の原型機 T-10 が初飛行。
- 6月30日 - カーター大統領が超音速爆撃機、B-1 ランサーの開発計画中止を決めた。
- 8月12日 - スペースシャトル・エンタープライズが、ボーイング747改造機から発進し滑空飛行を行った。
- 8月20日 - アメリカの宇宙探査機、ボイジャー2号が打ち上げられた。
- 8月23日 - 自転車レーサー、ブライアン・アレンがポール・マクレディ設計の人力飛行機、「ゴッサマー・コンドル」で180度の方向転換を含む2.1kmの飛行に成功しクレーマー賞を獲得。
- 8月31日 - ソビエトのアレクサンドル・フェドトフが、MiG-25を改造した記録機、Ye-266で 37,650m高高度飛行記録を樹立した。
- 9月28日 - ダッカ日航機ハイジャック事件が起きる。
- 10月1日 - 日本内外航空が種子島空港と屋久島空港との間に定期便運航を開始した。
- 10月6日 - ソビエトの戦闘機、MiG-29の原型機 プロダクト9 が初飛行した。
- 10月13日 - ルフトハンザ航空181便（ボーイング737-200型機）が、パレスチナ人ゲリラによってハイジャックされた。10月17日に機内にGSG-9（ドイツ国境警備隊（当時）の対テロ特殊部隊）が突入し解決した。（ルフトハンザ航空181便ハイジャック事件）
- 10月26-31日 - パンアメリカン航空のボーイング747SPが南北両極を巡る地球周回飛行を行った。
- 11月19日 - TAP ポルトガル航空425便墜落事故が発生。131人が死亡。
- 11月23日 - Meteosat-1が打ち上げられた。
- 12月14日 - ソビエトのヘリコプター、Mi-26が初飛行した。
- 12月22日 - ソビエトの輸送機、アントノフ AN-72が初飛行した。

## 1977年に初飛行した機体の画像

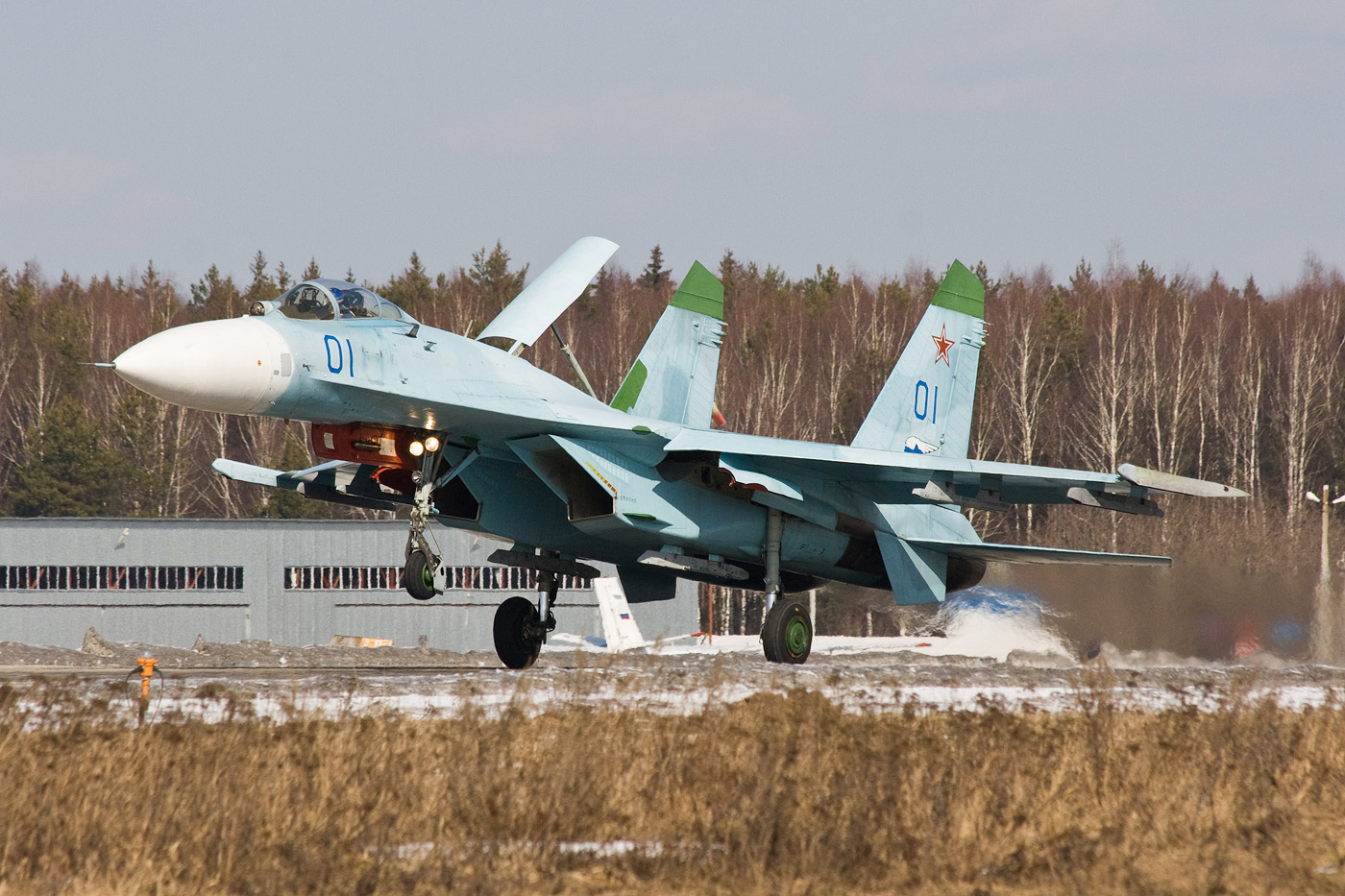
Su-27 （5月22日）
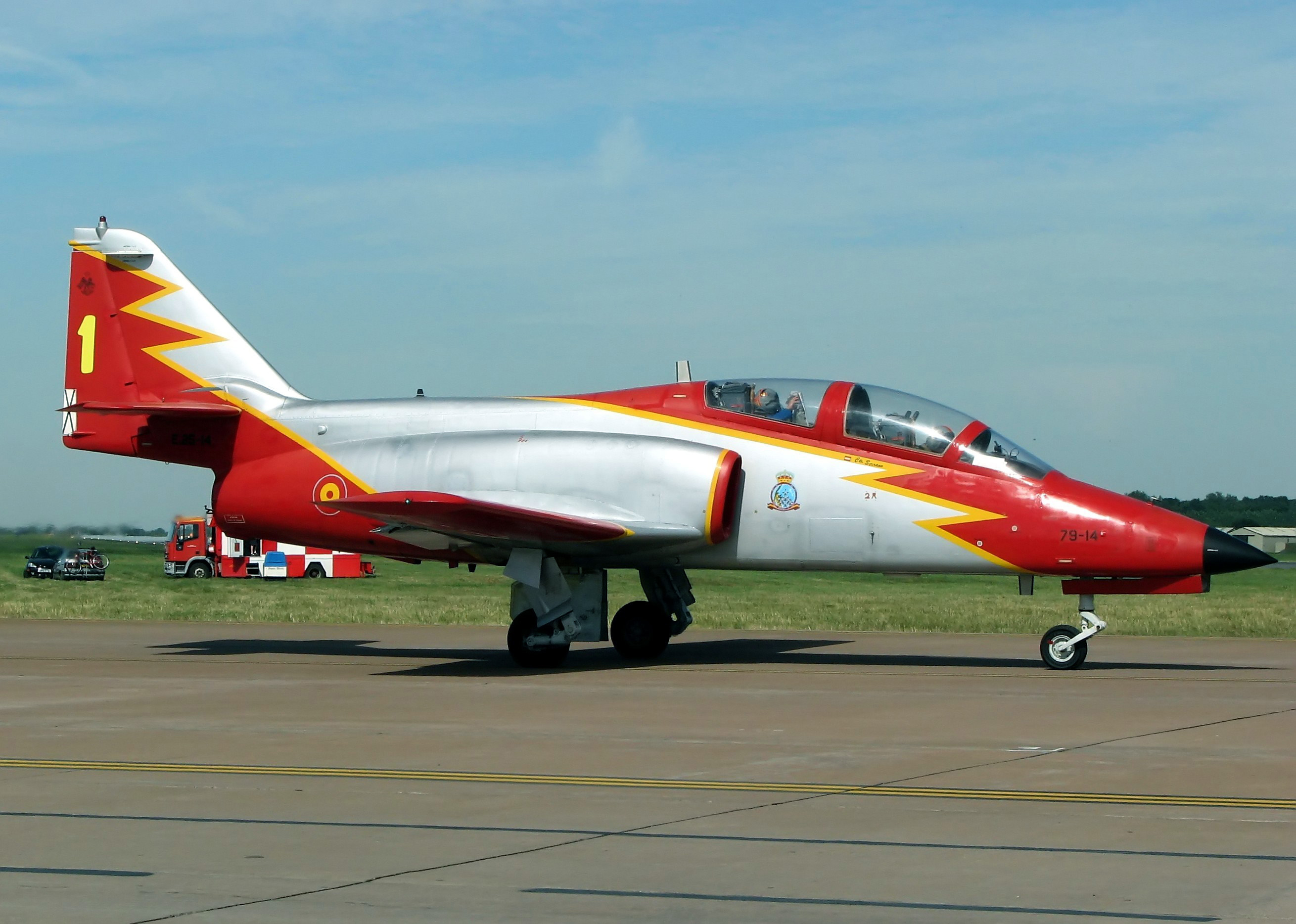
CASA　C-101 （6月22日）
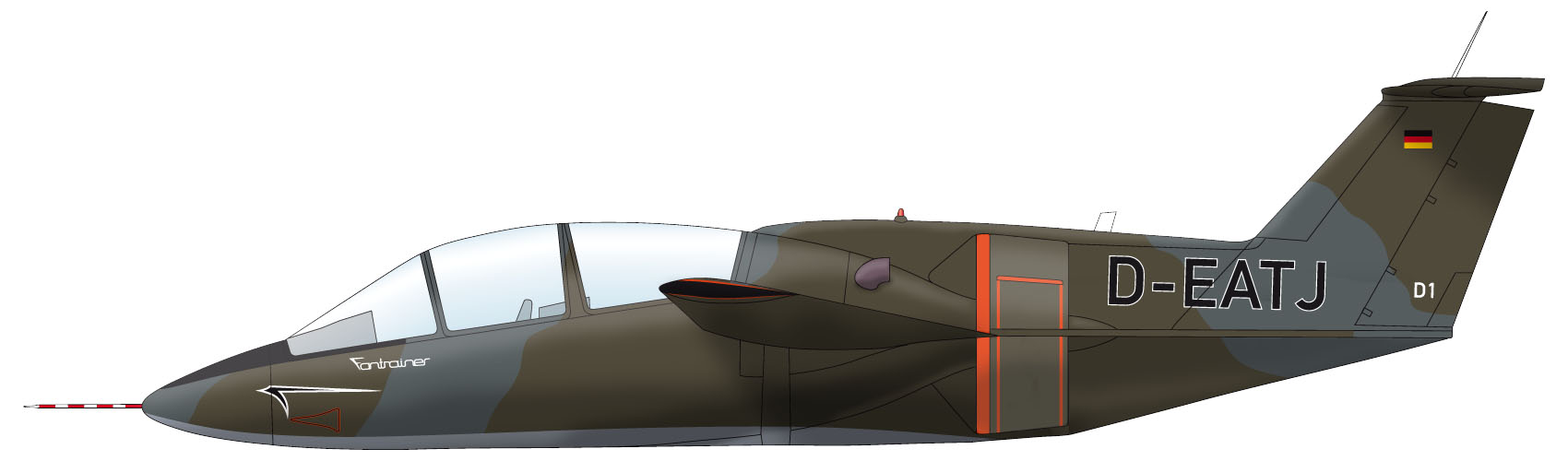
RFB ファントレーナー （10月27日）

## 航空に関する賞の受賞者
- デラボー賞：アレクサンドル・フェドトフ (USSR)
- FAI・ゴールド・エア・メダル：Michael C. Mupphy